# (10632) 1998 CV1
1998 سي في 1 (ويعرف أيضًا باسم (10632) 1998 سي في 1 وفق تسمية الكوكب الصغير) (بالإنجليزية: 1998 CV1)‏ هو كويكب ضمن حزام الكويكبات؛ وترتيبه 10632 من حيث الاكتشاف.
اكتُشف هذا الجُرم الفلكي بواسطة برنامج شميدت للكويكبات في بكين في 1 فبراير 1998.

## وصلات خارجية
- (10632) 1998 CV1 في قاعدة بيانات مختبر الدفع النفاث لأجرام النظام الشمسي الصغيرة

- الاكتشاف · مخطط المدار ·  العناصر المدارية · المعلمات المادية

- (10632) 1998 CV1 على موقع ويكي سكاي: DSS2, SDSS, GALEX, IRAS, Hydrogen α, X-Ray, Astrophoto, Sky Map, Articles and images